# Paul Neil Milne Johnstone
Paul Neil Milne Johnstone, född 1952, död i april 2004, var både en fiktiv poet i Liftarens guide till galaxen och en riktig brittisk poet (den fiktiva poeten är även nämnd som "Paula Nancy Millstone Jennings" i senare utgåvor av serien). 
Den fiktiva poeten var namngiven för den riktiga, som var en elev på Brentwood skolan i Essex samtidigt som Douglas Adams, författaren av Liftarens guide till galaxen. 
I både den ursprungliga radioversionen av Liftarens guide till galaxen samt 1979 utgåvan av dess bokversion benämndes han som den sämsta poeten i hela universum, ett tilltag som den verkliga Paul Neil Milne Johnstone inte blev särskilt glad över. Namnet på den sämsta poeten ändrades därför i senare versioner från "Paul Neil Milne Johnstone från Redbridge, Essex, England" till att gälla "Paula Nancy Millstone Jennings från Greenbridge, Sussex, England".
Den riktiga Johnstone gick som sagt i samma skola som Adams, och båda fick en utmärkelse i engelska samma år. Han vann senare ett stipendium för att studera vid universitetet i Cambridge. Johnstone gick senare vidare i livet och rönte en viss framgång i poesins kultursfär som redaktör och festivalanordnare.